# 杯冠木
杯冠木（学名：Cyathostemma yunnanense）为番荔枝科杯冠木属的植物，其种加词“yunnanense”意为“云南的”。中国特有植物。分布于中国大陆的云南等地，生长于海拔1,000米的地区，多生于山地灌木丛中，目前尚未由人工引种栽培。
现接受名为云南紫玉盘（Uvaria yunnanensis (Hu) L.L.Zhou, Y.C.F.Su & R.M.K.Saunders, 2009）。